# Aatu Räty
Aatu Räty, född 14 november 2002, är en finländsk professionell ishockeyforward som är kontrakterad till Vancouver Canucks i NHL och spelar för Abbotsford Canucks i AHL.
Han har tidigare spelat för New York Islanders i NHL; Bridgeport Islanders i AHL samt Oulun Kärpät och Mikkelin Jukurit i Liiga.
Räty draftades av New York Islanders i andra rundan i 2021 års draft som 52:a spelare totalt.
Han är bror till Aku Räty.

## Statistik
| 2019–2020    | Oulun Kärpät         | Liiga        | 12 | 2  | 2  | 4  | 2  | —  | — | — | — | —  |
| 2020–2021    | Oulun Kärpät         | Liiga        | 35 | 3  | 3  | 6  | 18 | 3  | 0 | 0 | 0 | 0  |
| 2021–2022    | Oulun Kärpät         | Liiga        | 6  | 0  | 1  | 1  | 2  | —  | — | — | — | —  |
|              | Mikkelin Jukurit     | Liiga        | 41 | 13 | 27 | 40 | 32 | 7  | 0 | 2 | 2 | 34 |
|              | Bridgeport Islanders | AHL          | 2  | 0  | 0  | 0  | 0  | 6  | 1 | 3 | 4 | 6  |
| 2022–2023    | New York Islanders   | NHL          | 12 | 2  | 0  | 2  | 4  | —  | — | — | — | —  |
|              | Bridgeport Islanders | AHL          | 27 | 7  | 8  | 15 | 12 | —  | — | — | — | —  |
| NHL totalt   | NHL totalt           | NHL totalt   | 12 | 2  | 0  | 2  | 4  | —  | — | — | — | —  |
| Liiga totalt | Liiga totalt         | Liiga totalt | 94 | 18 | 33 | 51 | 54 | 10 | 0 | 2 | 2 | 34 |
| AHL totalt   | AHL totalt           | AHL totalt   | 25 | 5  | 7  | 12 | 10 | 6  | 1 | 3 | 4 | 6  |

### Internationellt
| Källa: Uppdaterad: 2022-12-24 | Källa: Uppdaterad: 2022-12-24 | Källa: Uppdaterad: 2022-12-24 |         | Utv = Utvisningsminuter | Utv = Utvisningsminuter | Utv = Utvisningsminuter | Utv = Utvisningsminuter | Utv = Utvisningsminuter |
| År                            | Lag                           | Mästerskap                    | Matcher | Mål                     | Assist                  | Poäng                   | Utv                     |                         |
| ----------------------------- | ----------------------------- | ----------------------------- | ------- | ----------------------- | ----------------------- | ----------------------- | ----------------------- | ----------------------- |
| 2019                          | Finland                       | U18-VM                        | 5       | 0                       | 1                       | 1                       | 4                       |                         |
| 2019                          | Finland                       | Ivan Hlinka                   | 5       | 2                       | 1                       | 3                       | 6                       |                         |
| 2020                          | Finland                       | JVM                           | 7       | 2                       | 1                       | 3                       | 2                       |                         |
| Junior totalt                 | Junior totalt                 | Junior totalt                 | 17      | 4                       | 3                       | 7                       | 12                      |                         |